# Graptemys flavimaculata
Graptemys flavimaculata là một loài rùa trong họ Emydidae. Loài này được Cagle mô tả khoa học đầu tiên năm 1954.

## Hình ảnh

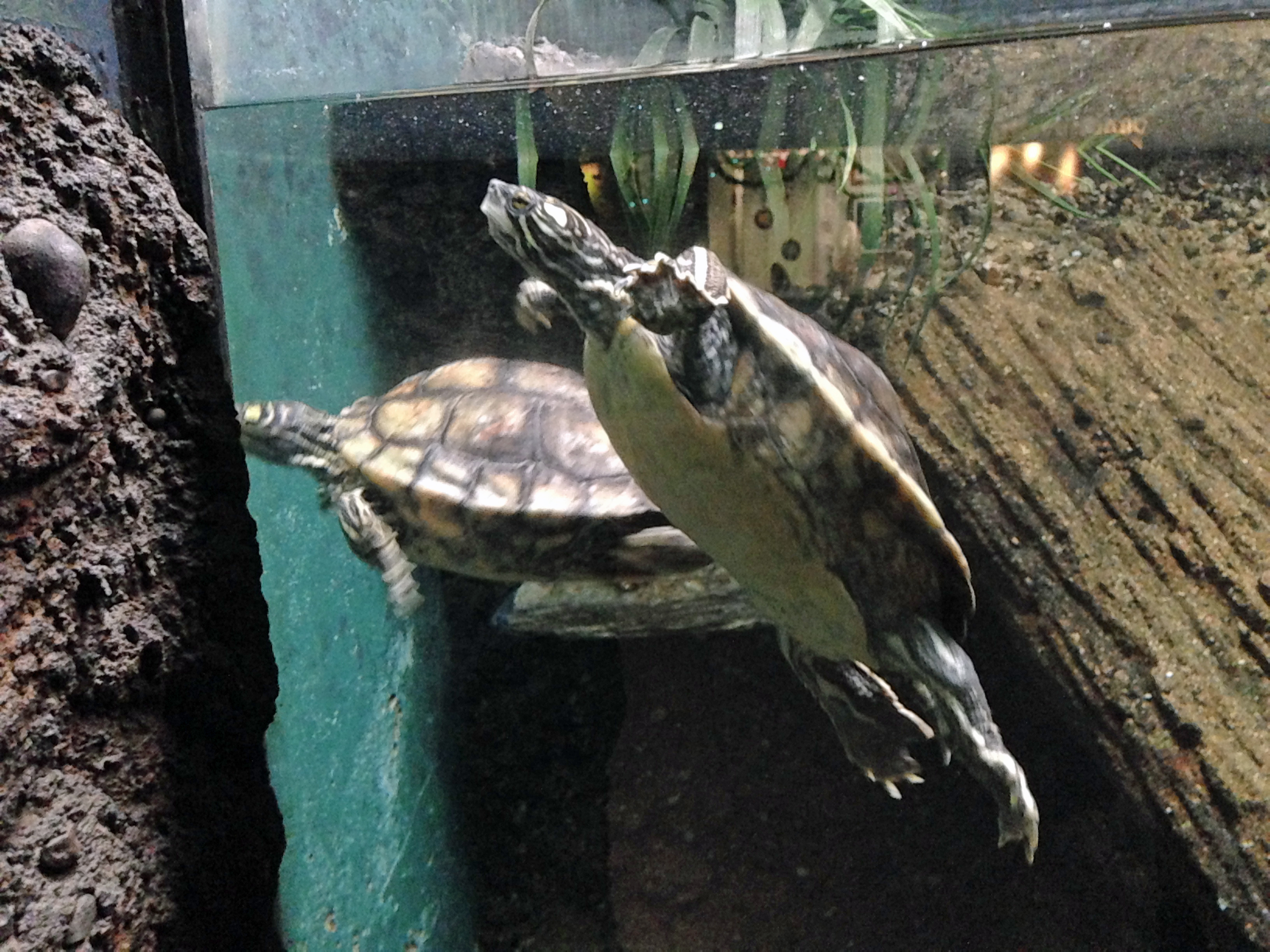